# التمثيل النسبي لقائمة الأحزاب

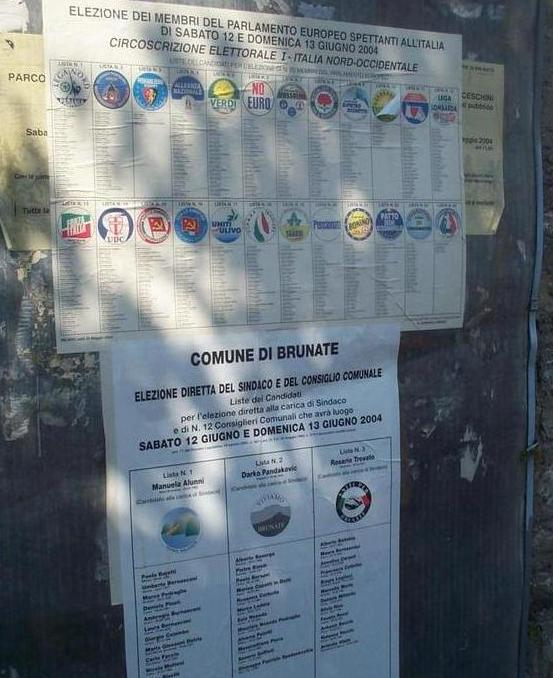
ملصق لانتخابات البرلمان الأوروبي 2004 في إيطاليا، مع عرض قوائم الأحزاب

التمثيل النسبي لقائمة الأحزاب من أنظمة التصويت التي تؤكد التمثيل النسبي في الانتخابات (PR) حيث يتم فيها انتخاب العديد من المرشحين (على سبيل المثال الانتخابات للبرلمان) من خلال تخصيص قائمة انتخابية. كما يمكن استخدامها كجزء من أنظمة الأعضاء الإضافية المختلطة.